# Gianni Pittella
Gianni Pittella, född 19 november 1958 i staden Lauria i italienska provinsen Potenza, är en italiensk politiker. Han var tidigare ledamot av Europaparlamentet, som del av Gruppen Progressiva förbundet av socialdemokrater i Europaparlamentet (S&D-gruppen). Han var ordförande för S&D-gruppen mellan 2014 och 2018, och en period 2014 tillförordnad som Europaparlamentets talman. 

## Politisk karriär
Pittella tillhörde tidigare Vänsterdemokraterna och satt sina första två mandatperioder, 1999-2009, i parlamentet för Europeiska socialdemokratiska partiet.
Mellan 2009 och 2018 var han ledamot för italienska demokratiska partiet och tillhörde då S&D-gruppen. Mellan 2014 och 2018 var han även S&D-gruppens ordförande.
Han var ledamot i parlamentets budgetutskott från 1999 tills han tillträdde som vice talman den 14 juli 2009. 1999 till 2002 var han även vice ordförande i delegationen till de europeiska samarbetskommittéerna för förbindelser med Armenien, Azerbajdzjan och Georgien.
Han var bland annat ledamot i Europaparlamentets presidium, utskottet för den inre marknaden och konsumentskydd, samt delegationen för förbindelserna med Albanien, Bosnien och Hercegovina, Serbien, Montenegro och Kosovo. 
Den 18 juni 2014 tillträdde han i egenskap av förste vice talman som tillförordnad talman efter att den tidigare talmannen Martin Schulz blivit vald till gruppledare för S&D-gruppen. 

## Privatliv
Pittella har en universitetsexamen i medicin med specialisering på rättsmedicin och sjukförsäkringar.